# Nanjing World Challenge
Il Nanjing World Challenge è un meeting internazionale di atletica leggera che si tiene annualmente presso il Nanjing Olympic Sports Centre di Nanchino, in Cina.
Il meeting, fondato nel 2019, ha fatto parte del circuito World Challenge.

## Edizioni
| Anno | Edizione      | Circuito             | Dettagli                     |
| ---- | ------------- | -------------------- | ---------------------------- |
| 2019 | I             | World Challenge 2019 | Nanjing World Challenge 2019 |
| 2020 | Non disputato | Non disputato        | Non disputato                |

## Record del meeting

### Uomini
Statistiche aggiornate al 2019.
| Specialità             | Prestazione        | Atleta           | Nazione     | Data           |
| ---------------------- | ------------------ | ---------------- | ----------- | -------------- |
| 100 m piani            | 10"09 (+0,2 m/s)   | Mike Rodgers     | Stati Uniti | 21 maggio 2019 |
| 800 m piani            | 1'44"38            | Nijel Amos       | Botswana    | 21 maggio 2019 |
| 110 m ostacoli         | 13"27 (+0,1 m/s)   | Orlando Ortega   | Spagna      | 21 maggio 2019 |
| 400 m ostacoli         | 49"16              | Takatoshi Abe    | Giappone    | 21 maggio 2019 |
| 3000 m siepi           | 8'08"94            | Benjamin Kigen   | Kenya       | 21 maggio 2019 |
| Salto in alto          | 2,31 m             | Wang Yu          | Cina        | 21 maggio 2019 |
| Salto in lungo         | 8,21 m (+0,2 m/s)  | Tajay Gayle      | Giamaica    | 20 maggio 2019 |
| Salto triplo           | 17,47 m (+0,4 m/s) | Christian Taylor | Stati Uniti | 21 maggio 2019 |
| Lancio del giavellotto | 86,39 m            | Thomas Röhler    | Germania    | 21 maggio 2019 |

### Donne
Statistiche aggiornate al 2019.
| Specialità          | Prestazione       | Atleta          | Nazione     | Data           |
| ------------------- | ----------------- | --------------- | ----------- | -------------- |
| 200 m piani         | 22"04 (-0,2 m/s)  | Elaine Thompson | Giamaica    | 21 maggio 2019 |
| 800 m piani         | 1'59"98           | Nelly Jepkosgei | Kenya       | 21 maggio 2019 |
| 1500 m piani        | 3'59"57           | Gudaf Tsegay    | Etiopia     | 21 maggio 2019 |
| 100 m ostacoli      | 12"78 (-1,0 m/s)  | Brianna McNeal  | Stati Uniti | 21 maggio 2019 |
| Salto in lungo      | 6,56 m (-0,6 m/s) | Jazmin Sawyers  | Regno Unito | 21 maggio 2019 |
| Getto del peso      | 19,84 m           | Gong Lijiao     | Cina        | 21 maggio 2019 |
| Lancio del martello | 75,27 m           | Wang Zheng      | Cina        | 21 maggio 2019 |